# Glaphyromorphus punctulatus
Glaphyromorphus punctulatus är en ödleart som beskrevs av  Peters 1871. Glaphyromorphus punctulatus ingår i släktet Glaphyromorphus och familjen skinkar. Inga underarter finns listade i Catalogue of Life.